# Wang Anyi
Wáng Ānyì (chin. 王安忆/王安憶) (* 1954 in Nánjīng) ist eine chinesische Schriftstellerin und Professorin an der Fudan-Universität in Shanghai.

## Leben
Wang Anyi wurde als Tochter der Schriftstellerin Ru Zhijuan geboren. Sie arbeitete nach dem Schulabschluss in Shanghai in einer Landwirtschaftsbrigade in Anhui. Dort begann Wang zu schreiben. Zuerst veröffentlichte sie Tagebuchaufzeichnungen und Briefe an ihre Mutter. Als sie als Musikerin in einem Kulturensemble angestellt war, schrieb sie auch erste Prosawerke. Nachdem sie 1978 nach Shanghai zurückgekehrt war, gab sie zusammen mit anderen Schriftstellern die Zeitung Ertong Shidai (Kindheit) heraus.
Ab Ende der 70er Jahre schrieb Wang über Erfahrungen ihrer Generation und thematisierte die Liebe, was in China als verpönt galt. So in Yu shashasha (Rauschend der Regen) und in Xiao yuan suoji (Das Leben in einem kleinen Innenhof). In diesen Werken wurden auch Erfahrungen vom dörflichen Leben und im Kulturensemble verarbeitet. Nachfolgende Texte bezogen sich später auf die Kulturrevolution, gleichfalls auf die Zeit vor und nach der Kulturrevolution. Diese Texte schrieb Wang, nachdem sie ein Jahr im Lu-Xun-Institut in Peking verbracht hatte. Diese Texte werden der Literatur der Rückbesinnung zugerechnet. Die nächsten Texte schrieb Wang ab 1983 nach Teilnahme am International Writer's Workshop in Iowa. Hier versucht Wang, eine chinesische Identität zu entdecken.
In als Literatur der Wurzelsuche bezeichneten Texten, wie z. B. Xiao Baozhuang (1985), symbolisiert das bäuerliche Leben die chinesische Gesellschaft. Hier erscheinen eine stärkere Individualisierung der Protagonisten, eine Objektivierung der Sichtweise, Fabeln mit vielen Handlungssträngen und Zeitblenden.
1986 wurden Kleine Lieben veröffentlicht, Erzählungen über sexuelle Abhängigkeiten, emotionale Bindungen, nicht erfüllende Partnerschaften und entfremdete Ehen. In diesen Erzählungen werden diese Themen besonders scharf gezeichnet, was in China bis dahin noch nicht vorgekommen war. Die Erzählungen enthalten eine psychologisierende Darstellung und Bewusstseinsstrom.
Ab Mitte der 90er Jahre griff Wang auch wieder autobiographische Themen auf, die Subjektivität und die Suche nach der eigenen Identität beinhalten. Dabei vermischt Wang fiktive und reale Ereignisse, und eine innere Logik, aus der sich die Erzählungen entwickeln, fehlt.
Postmoderne Elemente erscheinen dann erstmals 1990 in Shushu de gushi (Die Geschichte des Onkels), jedoch schrieb Wang auch weiterhin traditionelle Erzählungen wie 1991 den Roman Mini (Zwischen den Ufern) und 1993 Wenge yishi (Anekdoten aus der Kulturrevolution). In diesen Werken erscheinen eine psychologische Gestaltung der Protagonisten und detaillierte Beschreibungen des Unspektakulären.
In ihrem Roman Die Lichter von Hongkong geht sie der Suche nach einer Identität nach und gibt Eindrücke aus der Gemeinschaft der Auslandschinesen wieder.
In dem Roman Chang hen ge (1995) thematisiert sie neben Beziehungen auch die Oberflächlichkeiten des Äußeren.
2000 wurde sie für 《长恨歌》 (chánghèn gē, Lied vom langen Hass, im Englischen mit "The Song of Everlasting Sorrow" übersetzt) mit dem Mao-Dun-Literaturpreis für den besten Roman ausgezeichnet. Der auf dem Roman beruhende Film Everlasting Regret von Stanley Kwan wurde im Jahre 2005 beim Filmfestival Venedig ausgezeichnet. 2017 erhielt sie den Newman Prize for Chinese Literature für Reality and Fiction.